# Jeff T. Alu
Jeffrey Thomas Alu (geb. 1966 in Anaheim) ist ein US-amerikanischer Musiker, Photograph, Grafikkünstler und Amateurastronom.

## Leben
Von 1984 bis 1986 studierte er an der Eastman School of Music in Rochester (New York) Komposition und Klavier. Diese Ausbildung vertiefte er zwischen 1989 und 1992 an der Chapman University in Orange (Kalifornien) und schloss mit dem Bachelor in Musik ab.
Vom Februar 1991 bis April 1993 arbeitete er als Forschungsassistent am Jet Propulsion Laboratory in Pasadena in Kalifornien. Seit 1993 erstellt er mit seiner eigenen Firma in Irvine (Kalifornien) Grafiken und Animationen.
Zwischen 1988 und 1991 hat er insgesamt 24 Asteroiden identifiziert oder mitentdeckt. Daneben ist er, zusammen mit Eleanor Helin und Brian P. Roman, der Entdecker der periodischen Kometen 117P/Helin-Roman-Alu und 132P/Helin-Roman-Alu.
Der Asteroid (4104) Alu wurde nach ihm benannt.